# Cassano Magnago
Cassano Magnago (lombardul: Cassan Magnagh) település Olaszországban, Varese megyében. Lakosainak száma 21 408 fő (2023. január 1.). Cassano Magnago Busto Arsizio, Cairate, Carnago, Cavaria con Premezzo, Fagnano Olona, Gallarate és Oggiona con Santo Stefano községekkel határos.

## Népesség
A település népességének változása:
| Lakosok száma | 21 641 | 21 757 | 21 408 |
|               | 2017   | 2018   | 2023   |